# Extraliga (pallavolo femminile, Repubblica Ceca)
La Extraliga è la massima serie del campionato ceco di pallavolo femminile: al torneo partecipano dieci squadre di club ceche e la squadra vincitrice si fregia del titolo di campione della Repubblica Ceca.

## Albo d'oro
| Anno             | Podio         | Podio               | Podio               |
| Campione         | Seconda       | Terza               |                     |
| ---------------- | ------------- | ------------------- | ------------------- |
| 1992-93 Dettagli | Olomouc       | -                   | -                   |
| 1993-94 Dettagli | Olomouc       | -                   | -                   |
| 1994-95 Dettagli | Olomouc       | -                   | -                   |
| 1995-96 Dettagli | Olomouc       | -                   | -                   |
| 1996-97 Dettagli | Olymp Praha   | -                   | -                   |
| 1997-98 Dettagli | Frenštát      | -                   | -                   |
| 1998-99 Dettagli | Olymp Praha   | -                   | -                   |
| 1999-00 Dettagli | Frenštát      | -                   | -                   |
| 2000-01 Dettagli | Frenštát      | -                   | -                   |
| 2001-02 Dettagli | Královo Pole  | -                   | -                   |
| 2002-03 Dettagli | Královo Pole  | Olymp Praha         | Olomouc             |
| 2003-04 Dettagli | Královo Pole  | Olymp Praha         | Sokol Frýdek-Místek |
| 2004-05 Dettagli | Olymp Praha   | Sokol Frýdek-Místek | Královo Pole        |
| 2005-06 Dettagli | Královo Pole  | Slavia Praga        | Olymp Praha         |
| 2006-07 Dettagli | Královo Pole  | Olymp Praha         | Slavia Praga        |
| 2007-08 Dettagli | Olymp Praha   | Olomouc             | Královo Pole        |
| 2008-09 Dettagli | Prostějov     | Královo Pole        | Olomouc             |
| 2009-10 Dettagli | Prostějov     | Královo Pole        | Olymp Praha         |
| 2010-11 Dettagli | Prostějov     | Olomouc             | Královo Pole        |
| 2011-12 Dettagli | Prostějov     | Olymp Praha         | Olomouc             |
| 2012-13 Dettagli | Prostějov     | Olymp Praha         | Olomouc             |
| 2013-14 Dettagli | Prostějov     | Olymp Praha         | Olomouc             |
| 2014-15 Dettagli | Prostějov     | Olymp Praha         | Sokol Frýdek-Místek |
| 2015-16 Dettagli | Prostějov     | Olomouc             | Ostrava             |
| 2016-17 Dettagli | Prostějov     | Olomouc             | Královo Pole        |
| 2017-18 Dettagli | Prostějov     | Olomouc             | Ostrava             |
| 2018-19 Dettagli | Olomouc       | Prostějov           | Dukla Liberec       |
| 2019-20 Dettagli | Non assegnato | Non assegnato       | Non assegnato       |
| 2020-21 Dettagli | Dukla Liberec | Olymp Praha         | Olomouc             |
| 2021-22 Dettagli | Prostějov     | Královo Pole        | Dukla Liberec       |
| 2022-23 Dettagli | Královo Pole  | Brno                | Dukla Liberec       |

## Palmarès
| Squadra       | Titolo | Edizione                                                                                         |
| ------------- | ------ | ------------------------------------------------------------------------------------------------ |
| Prostějov     | 11     | 2008-09, 2009-10, 2010-11, 2011-12, 2012-13, 2013-14, 2014-15, 2015-16, 2016-17, 2017-18 2021-22 |
| Královo Pole  | 6      | 2001-02, 2002-03, 2003-04, 2005-06, 2006-07, 2022-23                                             |
| Olomouc       | 5      | 1992-93, 1993-94, 1994-95, 1995-96, 2018-19                                                      |
| Olymp Praha   | 4      | 1996-97, 1998-99, 2004-05, 2007-08                                                               |
| Frenštát      | 3      | 1997-98, 1999-00, 2000-01                                                                        |
| Dukla Liberec | 1      | 2020-21                                                                                          |